# Stekelstaartvaraan
De stekelstaartvaraan (Varanus acanthurus) is een hagedis uit de familie varanen.

## Naam en indeling
De wetenschappelijke naam van de soort werd voor het eerst voorgesteld door George Albert Boulenger in 1885. Later werd de soort beschreven als Odatria ocellata, Regenia ocellata en Varanus ocellatus.

### Ondersoorten
De varaan wordt verdeeld in drie ondersoorten. Lange tijd was er een vierde ondersoort; Varanus acanthurus primordius, deze wordt tegenwoordig echter als een aparte soort beschouwd.
Onderstaand zijn de drie huidige ondersoorten weergegeven, met de auteur en het verspreidingsgebied.
| Naam                           | Auteur          | Verspreidingsgebied                 |
| ------------------------------ | --------------- | ----------------------------------- |
| Varanus acanthurus acanthurus  | Boulenger, 1885 | Noordwestelijk Australië            |
| Varanus acanthurus brachyurus  | Sternfeld, 1919 | De rest van het verspreidingsgebied |
| Varanus acanthurus insulanicus | Mertens, 1958   | Eilanden in de Golf van Carpentaria |

## Verspreiding en habitat
De stekelstaartvaraan komt endemisch voor in delen van Australië. De hagedis leeft in de staten Noordelijk Territorium, Queensland, West-Australië en Zuid-Australië. De habitat bestaat uit droge gebieden zoals halfwoestijnen met een begroeiing van het gras Spinex. Ook in tropische
subtropische streken kan de soort gevonden worden in rotsige omgevingen.
Door de internationale natuurbeschermingsorganisatie IUCN is de beschermingsstatus 'veilig' toegewezen (Least Concern of LC).

## Uiterlijke kenmerken
De totale lengte bedraagt tot ongeveer 65 centimeter. Dieren die in gevangenschap zijn opgegroeid worden echter zelden zo groot waarbij de staartlengte 1,3 tot 2,3 maal de lengte van kop en romp bedraagt. De staart is rolrond in doorsnede. De staart heeft stekelige schubben, terwijl de lichaamsschubben glad zijn. De helder gekleurde strepen in de lengterichting van de hals zijn een kenmerk, waarmee de soort afgegrensd wordt van de verwante soorten Varanus baritji en Varanus primordius.

## Levenswijze

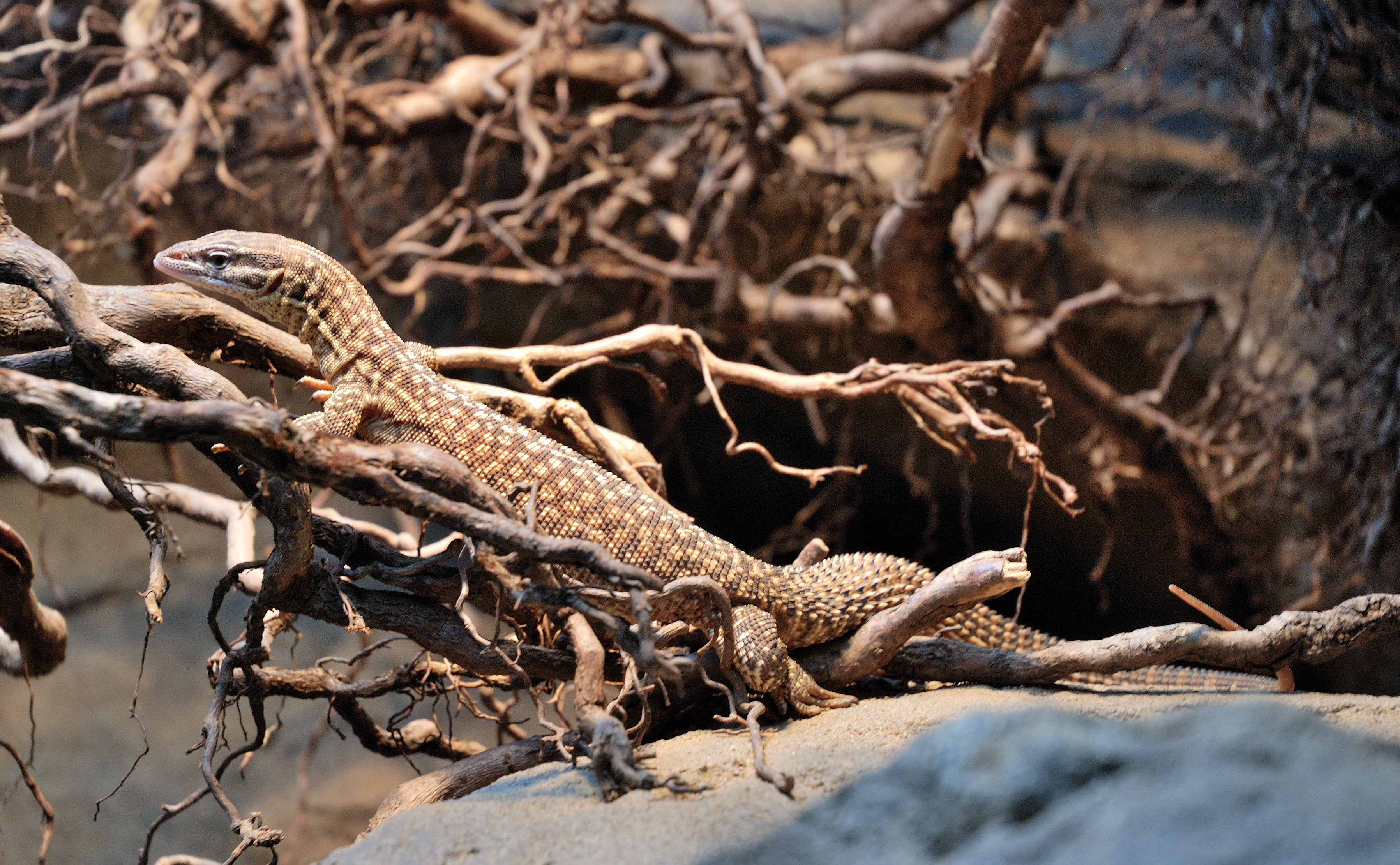
Exemplaar in de Zoo Wuppertal.

De stekelstaartvaraan is een bodembewoner die vooral overdag actief is. De belangrijkste schuilplaats wordt gevormd door rotsspleten. Als de varaan bedreigd wordt, gebruikt het de stekelige staart om de openingen van de schuilplaats af te grendelen. Het dier eet insecten zoals sprinkhanen, en ook kleinere hagedissen. Spinnen, slakken en kleine zoogdieren worden minder vaak gegeten. De behoefte aan water wordt voor 70% gedekt door het voedsel.
Over de voortplanting van stekelstaartvaranen in het wild is weinig bekend. In gevangenschap worden tot 18 eieren gelegd, waaruit na 3-5 maanden de 15 cm lange jongen komen.